# Sybistroma sheni
Sybistroma sheni är en tvåvingeart som först beskrevs av Yang och Saigusa 1999.  Sybistroma sheni ingår i släktet Sybistroma och familjen styltflugor.
Artens utbredningsområde är Henan (Kina). Inga underarter finns listade i Catalogue of Life.